# TLF (rappeur)
Pour les articles homonymes, voir TLF.
 (avril 2021).
La mise en forme du texte ne suit pas les recommandations de Wikipédia : il faut le « wikifier ».
Les points d'amélioration suivants sont les cas les plus fréquents. Le détail des points à revoir est peut-être précisé sur la page de discussion.
- Les titres sont pré-formatés par le logiciel. Ils ne sont ni en capitales, ni en gras.
- Le texte ne doit pas être écrit en capitales (les noms de famille non plus), ni en gras, ni en italique, ni en « petit »…
- Le gras n'est utilisé que pour surligner le titre de l'article dans l'introduction, une seule fois.
- L'italique est rarement utilisé : mots en langue étrangère, titres d'œuvres, noms de bateaux, etc.
- Les citations ne sont pas en italique mais en corps de texte normal. Elles sont entourées par des guillemets français : « et ».
- Les listes à puces sont à éviter, des paragraphes rédigés étant largement préférés. Les tableaux sont à réserver à la présentation de données structurées (résultats, etc.).
- Les appels de note de bas de page (petits chiffres en exposant, introduits par l'outil «  Source ») sont à placer entre la fin de phrase et le point final[comme ça].
- Les liens internes (vers d'autres articles de Wikipédia) sont à choisir avec parcimonie. Créez des liens vers des articles approfondissant le sujet. Les termes génériques sans rapport avec le sujet sont à éviter, ainsi que les répétitions de liens vers un même terme.
- Les liens externes sont à placer uniquement dans une section « Liens externes », à la fin de l'article. Ces liens sont à choisir avec parcimonie suivant les règles définies. Si un lien sert de source à l'article, son insertion dans le texte est à faire par les notes de bas de page.
- La présentation des références doit suivre les conventions bibliographiques. Il est recommandé d'utiliser les modèles {{Ouvrage}}, {{Chapitre}}, {{Article}}, {{Lien web}} et/ou {{Bibliographie}}. Le mode d'édition visuel peut mettre en forme automatiquement les références.
- Insérer une infobox (cadre d'informations à droite) n'est pas obligatoire pour parachever la mise en page.

Pour une aide détaillée, merci de consulter Aide:Wikification.
Si vous pensez que ces points ont été résolus, vous pouvez retirer ce bandeau et améliorer la mise en forme d'un autre article.
TLF, aussi appelé I.K., de son vrai nom Ikbal M'kouboi, né le 5 mai 1981 à Moroni (Comores), est un rappeur et producteur comorien actif en France. Il est le frère cadet du rappeur Rohff.
Il est le fondateur, producteur et réalisateur du projet TLF (pour « TaLents Fachés »), formé et officialisé en 2006 avec le rappeur Alain 2 l'ombre (A2L), avec qui il sort la mixtape Ghettodrame et l'album Rêves de Rue entre 2006 et 2007. 
Après la séparation du groupe, Ikbal sort l'album Renaissance en reprenant le nom TLF et se fait connaitre auprès du grand public avec les hits O'Phone, Criminel (avec Indila) et son tube Le meilleur du monde (avec Corneille). En 2016, il sort l'album No Limit chez Sony Music.

## Biographie

### Enfance
Ikbal M'kouboi est né le 5 mai 1981 à Moroni dans la Grande Comore. Il passe son enfance à Mbéni chez sa grand-mère, loin de sa mère venue refaire sa vie en France en 1982. Il est également le petit frère du rappeur Rohff. Ikbal revoit sa mère à l'âge de 8 ans en 1989, et son père à l'âge de 24 ans. Durant son enfance, il se passionne pour des artistes pop tels que Michael Jackson et Bob Marley, puis découvre le rap avec N.W.A, le Wu-Tang Clan, Snoop Dogg, Tupac et Notorious B.I.G.

### Carrière en groupe (2006–2014)
Ikbal M'kouboi, à cette période surnommé Ikbal Vockal, devient producteur et fondateur des compiles Talents Fachés qui a pour but de dénicher et mettre en lumière des nouveaux talents tels que Sefyu, Niro, Dosseh, Fianso, Orelsan, Sinik, Keny arkana, Sultan et récemment Da uzi, Kofs sur le vol 5[source secondaire nécessaire].
À la suite de cette expérience, Rohff, qui est à l'époque l'artiste phare de la scène rap, fait appel à Ikbal pour réaliser ce qui deviendra son plus grand album La fierté des nôtres. Cette collaboration est conséquente pour Rohff qui refait appel à Ikbal pour la réalisation de ses futurs albums tels que Au de-là de mes limites et le code de l'horreur. Il forme en 2006 le groupe TLF avec l'artiste Alain 2 l'ombre. Le groupe se fait connaître en participant au projet Talents Fachés[source secondaire nécessaire] ainsi que leur première mixtape Ghettodrame[source secondaire nécessaire].
Les 2 compères décident de faire un album qui s'intitulera Rêves de rue.
Le groupe part en tournée dans toute la France[source secondaire nécessaire] qui finit au Bataclan à la fin 2008.
En 2009 le groupe se sépare et IKBAL producteur étranger fondateur du groupe, décide de continuer à porter le nom TLF qui n'est autre que les initiales de son projet « TaLents Fachés ».
En 2010, il eut l'idée de reformer le groupe avec 3 jeunes artistes qu'il produisait[source secondaire nécessaire]. 
Le nouveau TLF sort l'album Renaissance en octobre 2010.
Il sera nommé au nrj music awards dans la catégorie (Duo/Groupe de l'année)[source secondaire nécessaire].
Début 2014, Ikbal décide de continuer seul en indépendant avec son label TLF production. Ikbal envoie les premiers extraits de son album[source secondaire nécessaire]. Mais en juillet, alors qu'il avait déjà commencé la promotion de son album, Ikbal signe avec Arista un label de Sony Music France.

### Carrière solo (depuis 2016)
En 2015, Ikbal annonce son retour en solo, sous le nom de scène TLF avec l'album NO LIMIT, un album pop-urbaine qui sortira chez Arista avec Sony Music. L'album connait un succès critique, mais un échec commercial[source secondaire nécessaire].
En 2018, il revient au devant de la scène sous un nouveau nom I.K qui n'est autre que son surnom.
En 2019, il sort "I.K" disponible uniquement en digital et streaming[source secondaire nécessaire].
En 2020, Ikbal prépare la compile Talents Fachés Francophonie qui réunit les meilleurs artistes en développement de chaque capitale francophone au monde[source secondaire nécessaire].

## Discographie

### Albums studio solo (I.K)
- 2016 : No Limit
- 2017 : Phenix
- 2019 : I.K
- 2023 : Rêves de rue 2.0

### E.P
1. Partir en fumée

### Compilations
- 2003 : Talents fâchés 1
- 2004 : Talents fâchés 2
- 2005 : Rap Performance
- 2006 : Talents fâchés 3
- 2009 : Talents fâchés 4
- 2009 : Talents fâchés Collector
- 2017 : Talents fâchés 5

### Mixtapes
- 2010 : Offishal Remix

### Apparitions
- 2002 : L'émeute feat. 113 & Ikbal Vockal - Les grossistes
- 2005 : Ikbal - Première fois (sur la compilation Prison)
- 2005 : La Click de l'ombre - On vous baise (sur la compilation Rap Performance
- 2005 : Ikbal - Aie aie aie (sur la compilation Rap Performance)
- 2005 : Alain 2 L'Ombre - Ben alors on dit quoi (sur la compilation Rap performance)
- 2005 : Rohff feat. Ikbal - Bonhomme (sur l'album de Rohff, Au-delà de mes limites)
- 2006 : TLF - Aie aie aie Remix (sur la compilation Phonographe Vol.2)
- 2006 : TLF - Principes (sur la compilation Hostile 2006)
- 2006 : TLF - La dalle (sur la compilation Les yeux dans la banlieue)
- 2006 : TLF feat. Sylla - 94 capitale (sur la compilation Boucherie)
- 2007 : Salif feat. TLF - Boulevard de la prison (sur l'album de Salif Boulogne boy)
- 2007 : TLF - Point de vue (sur la compilation Niroshima 3)
- 2007 : Heckel et Geckel feat. Ikba & Youssoupha, Seth Gueko, Despo'Rutti, Diam's, Seat Lui-Même, Mac Tyer, Toma, Ben-J & Salif - On ne sait pas abandonner
- 2008 : TLF Feat. Pagaille - Tant que (sur la compilation Ako dy)
- 2008 : TLF - Mourir libre (sur la B.O. du film Mesrine)
- 2008 : TLF feat. Zahouania - Amitiés sacrées (sur la compilation Rai'N'B fever Vol.3)
- 2009 : TLF - Le nerf de la guerre (sur la compilation Les yeux dans la banlieue Vol.2)
- 2010 : Six Coups MC feat. TLF et Tunisiano - La Définition de ma dalle (sur l'album de Six Coups MC Un pied dans la lumière')
- 2010 : TLF feat. Karlito - Ma ville, ma capitale (sur la compilation Street Lourd Hall Stars II)
- 2010 : TLF feat. Corneille - Meilleur du monde (sur l'album de Corneille Les Inséparables)
- 2011 : TLF feat. Amar - Ma Voie (sur la compilation Rai'N'B fever Vol.4)
- 2013 : Rohff feat. TLF - Embrouille (sur l'album de Rohff P.D.R.G.)
- 2015 : TLF - Mourir ce soir
- 2015 : TLF - Godzilla
- 2015 : TLF - T'as vu
- 2015 : TLF feat. Emily M. Wanted
- 2015 : TLF feat. Skalpovich - Ailleurs